# Бейтс, Дэвид
Дэвид Роберт Бейтс (англ. David Robert Bates; родился 5 октября 1996 года в Керколди, Шотландия) — шотландский футболист, защитник клуба «Стандард» и сборной Шотландии.

## Клубная карьера
Бейтс — воспитанник клуба «Рэйт Роверс». В начале 2015 года для получения игровой практики Дэвид на правах аренды перешёл в «Ист Стерлингшир». 3 января в матче против «Бервик Рейнджерс» он дебютировал во Второй лиге Шотландии. 2 мая в поединке против «Альбион Роверс» Бейтс забил свой первый гол за «Ист Стерлингшир». После окончании аренды он вернулся в «Рэйт Роверс». 8 августа в матче против «Ливингстона» он дебютировал в Чемпионашипе.
В том же году Бейтс был арендован «Брихин Сити». В матче против «Форфар Атлетик» он дебютировал в Первой лиге Шотландии. 26 сентября в поединке против «Кауденбита» Дэвид забил свой первый гол за «Брихин Сити».
Летом 2016 года Бейтс на правах аренды присоединился к «Рейнджерс». Он так и не смог дебютировать за основной состав. В начале 2017 года клуб выкупил его трансфер. 5 апреля в матче против «Килмарнока» он дебютировал в шотландской Премьер-лиге. 5 мая 2018 года в поединке против «Килмарнока» Дэвид забил свой первый гол за «Рейнджерс». Летом того же года Бейтс перешёл в немецкий «Гамбург». подписав контракт на 4 года. 3 августа в матче против «Хольштайна» он дебютировал во Второй Бундеслиге.

## Международная карьера
17 ноября 2018 года в товарищеском матче против сборной Албании Бейтс дебютировал за сборной Шотландии.